# Les Anneaux de Bicêtre
Pour les articles homonymes, voir Les Anneaux de Bicêtre (homonymie).
Les Anneaux de Bicêtre est un roman belge de Georges Simenon paru en 1963 aux Presses de la Cité.
Simenon écrit ce roman à Noland (canton de Vaud), Suisse, du 2 au 25 octobre 1962.
Le roman se déroule à Paris (Grand Véfour) et au Kremlin-Bicêtre (hôpital Bicêtre), dans les années 1960.

## Résumé
René Maugras, un des magnats de la presse parisienne, vient d'être foudroyé par une hémiplégie à l'issue d'un de ces déjeuners au Grand Véfour où, chaque mois, il retrouve les amis de ses débuts, tous également devenus des célébrités dans leur domaine : Julien Marelle, académicien et dramaturge, Pierre Besson d'Argoulet, de l'Académie de médecine, Clabaud, un des maîtres du barreau...
Maugras, paralysé, est placé à Bicêtre sous la surveillance du grand neurologue Audoire : privé de l'usage de la parole, il est en même temps coupé du monde extérieur et brusquement dépouillé du brillant personnage qu'il incarnait. En premier lieu, à Bicêtre, c'est Mademoiselle Blanche, qui parle juste et dont il tombe amoureux. Il revient peu à peu de la mort à la vie, à travers un long réapprentissage qui mobilise toutes les forces de son corps et de son âme. La jeune infirmière Blanche prend son cas à cœur. Et Maugras commence à désirer l'infirmière jeune et apprêtée. Lorsque le médecin Gobet fait la cour à la jeune femme, Maugras devient jaloux.
Blanche lui apprend le chemin de la vie avec patience et l'entoure d'affection. Avec la lucidité nue de la créature, rendu proche par l'esprit de ces vieillards loqueteux qui hantent l'hospice attenant, il fait retour sur ses origines modestes, analyse et juge ses choix, ses passions et ses compromissions. Il s'attache enfin et surtout à comprendre cet être qu'il n'a fait que côtoyer dans son existence trépidante d'homme tendu vers la réussite : Lina, sa femme, Lina qu'il a connue petite figurante de télévision et qui n'a jamais pu s'adapter aux artifices de sa vie mondaine, Lina qui, aujourd'hui, est enlisée dans l'alcoolisme. Au terme de cette profonde reconquête dans l'épreuve, Maugras a appris la patience et la compréhension, le prix de chaque instant de vie. Réconcilié avec lui-même, il est prêt à rentrer dans la peau de René Maugras.
« Ils ne sont pas sur le même plan. C’est un dialogue de sourds, pour autant qu’on puisse appeler ça un dialogue. Besson parle tumeurs et artériographies alors que René, s’il avait une question à poser, si c’était possible de poser une telle question à un homme, fût-il un ami, demanderait :

— Tu es satisfait de toi ?

N’est-ce pas, en dépit des apparences, beaucoup plus important que tout le reste ? »
— G. Simenon, Les Anneaux de Bicêtre (chap. 4)

## Aspects particuliers du roman
Récit à la troisième personne où se chevauchent, selon les associations mentales du héros, les souvenirs du passé et les événements du présent. L’action est ici tout intérieure : il s’agit d’une crise de conscience dont le cycle méditatif se referme avec la fin de la maladie. Telle une courbe achevée en anneau, si l’on attribue au roman un titre symbolique.
Les documents fournissent l’exacte interprétation, fondée sur le transfert d’une perception auditive à une perception visuelle : le héros du roman se souvient qu’étant tout petit, il appelait anneaux « les cloches à cause des cercles concentriques qu’elles lancent dans l’espace » ; cette synesthésie apparaît plusieurs fois chez Simenon. D’autre part, l’enveloppe jaune accompagnant le manuscrit, au Fonds Simenon à Liège, donnait comme premier titre du roman : Les Cloches de Bicêtre.

## Les personnages
- René Maugras. Directeur d’un grand journal parisien. Divorcé et remarié, une fille de son premier mariage, qui a la trentaine. 54 ans.
- Mlle Blanche, infirmière.
- Lina, épouse de Maugras depuis 7 à 8 ans au moment du récit.
- Pierre Besson d'Argoulet, grand médecin et ami de Maugras.
- Le professeur Audoire, médecin neurologue à Bicêtre.
- Gaston Gobet, autre médecin qui fait la cour à Mlle Blanche.
- Joséfa, infirmière de nuit.

## Adaptations
- 1977 : Les Anneaux de Bicêtre, téléfilm français réalisé par Louis Grospierre, avec Michel Bouquet, Claude Jade et Dani[2].
- 2019 : Adaptation radiophonique par Pierre Assouline sur France Culture[3]

## Éditions
- Édition originale : Presses de la Cité, 1963
- Le Livre de poche no 31230, 2009
- Tout Simenon, tome 11, Omnibus, 2003  (ISBN 978-2-258-06052-4)
- Romans durs, tome 11, Omnibus, 2013  (ISBN 978-2-258-09398-0)
- Romans durs, tome 11, Omnibus, 2023  (ISBN 978-2-258-20268-9)

## Source bibliographique
- Maurice Piron, Michel Lemoine, L'Univers de Simenon, guide des romans et nouvelles (1931-1972) de Georges Simenon, Presses de la Cité, 1983, p. 218-219  (ISBN 978-2-258-01152-6)